# Rheumaptera islandica
Rheumaptera islandica är en fjärilsart som beskrevs av Carl Freiherr von Gumppenberg 1890. Rheumaptera islandica ingår i släktet Rheumaptera och familjen mätare. Inga underarter finns listade.